# Villanueva de las Cruces
Villanueva de las Cruces ist eine spanische Stadt in der Provinz Huelva in der Autonomen Gemeinschaft Andalusien. 2024 hatte die Gemeinde 380 Einwohner. Sie befindet sich in der Comarca Andévalo. 

## Geografie
Villanueva de las Cruces liegt etwa 60 Kilometer nördlich von Huelva in einer Höhe von ca. 115 m. Der Río Oraque begrenzt die Gemeinde im Osten. 

## Bevölkerungsentwicklung
| Jahr      | 1900 | 1920 | 1950 | 1970 | 1980 | 1990 | 2000 | 2010 | 2020 |
| Einwohner | 484  | 612  | 695  | 631  | 475  | 431  | 402  | 411  | 396  |

## Sehenswürdigkeiten
- Marienkirche (Iglesia de Santa María de la Cruz)
- Sebastianuskapelle
- Cascabelero-Brücke

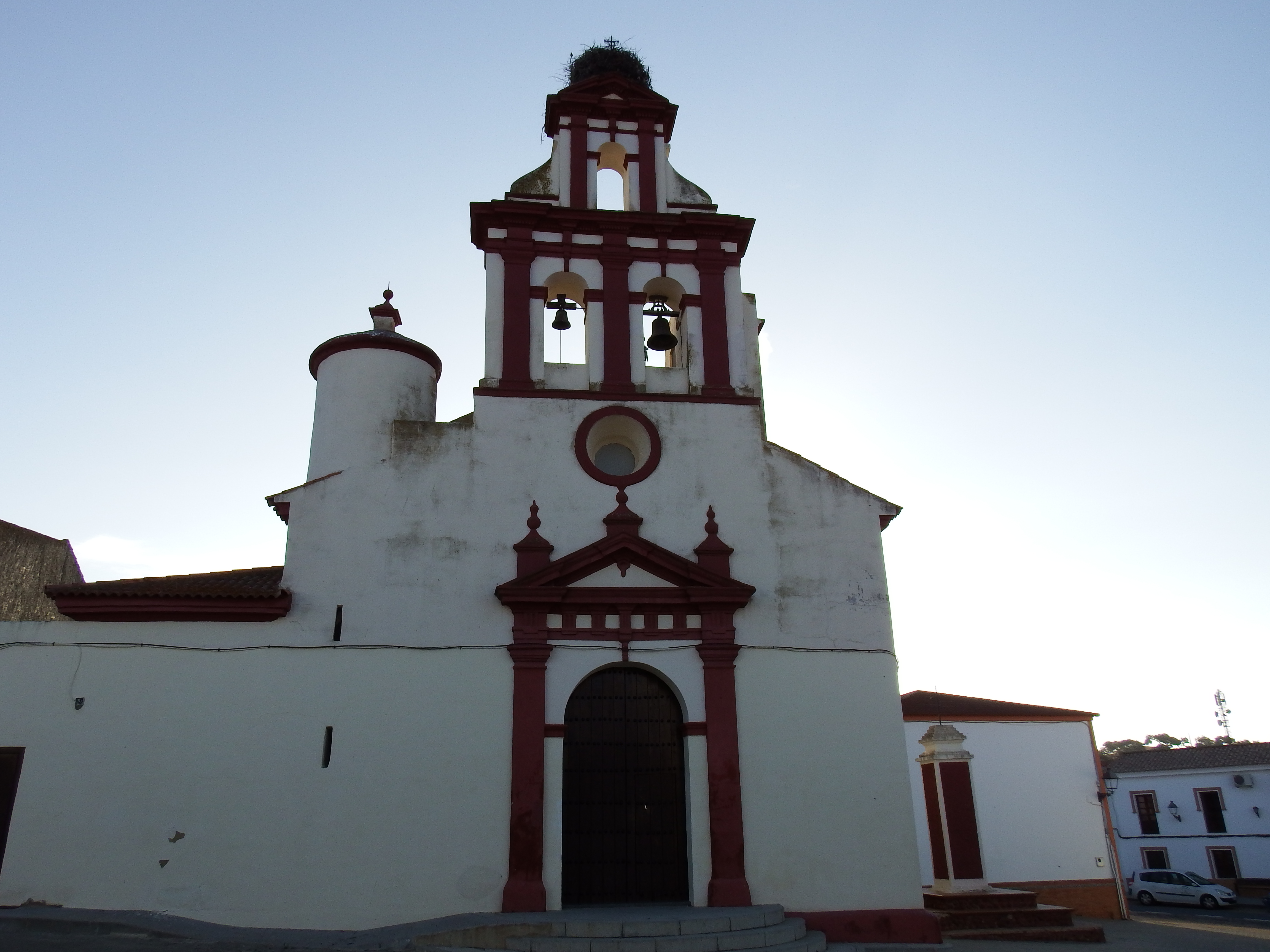
Marienkirche
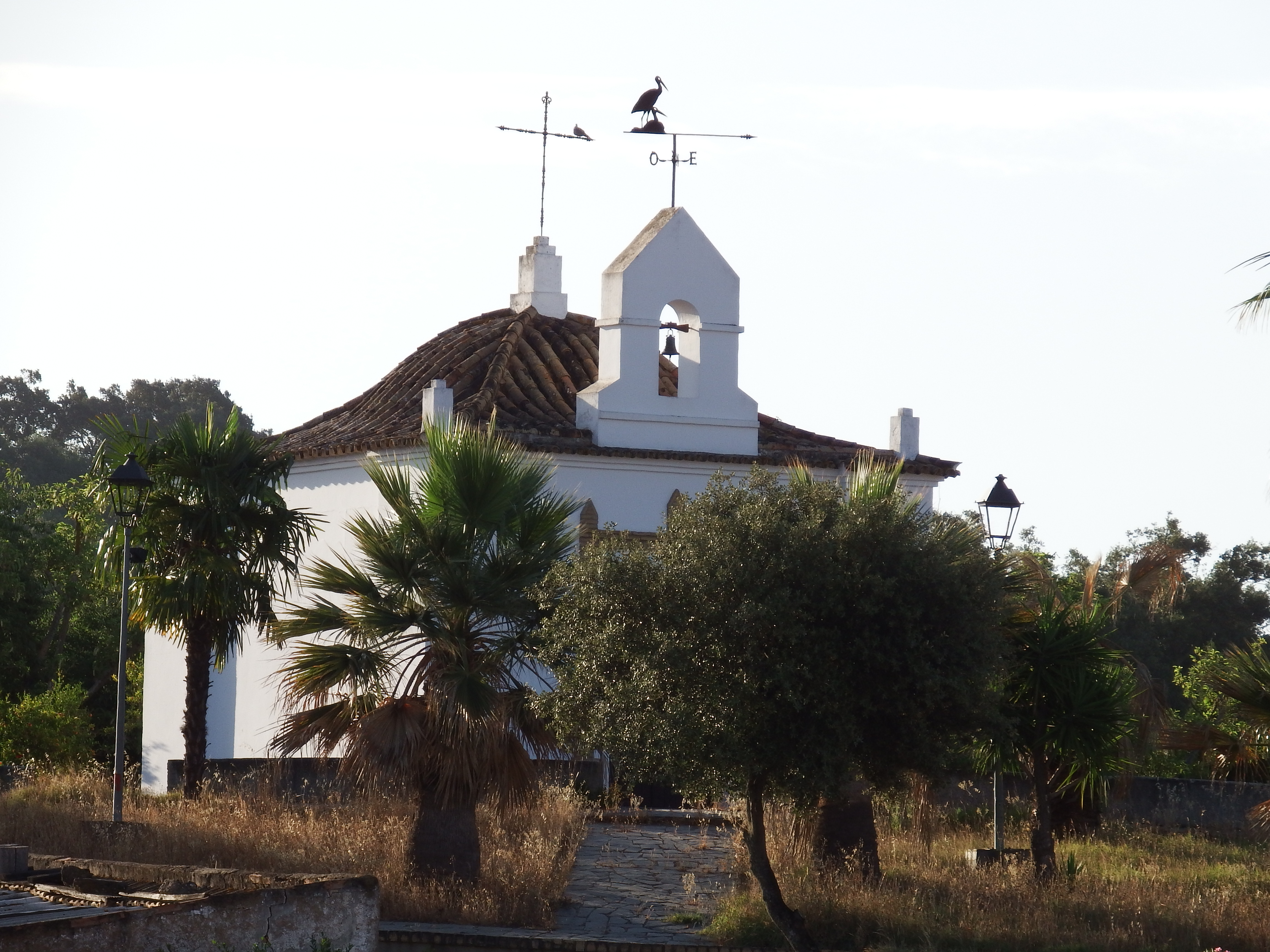
Sebastianuskapelle
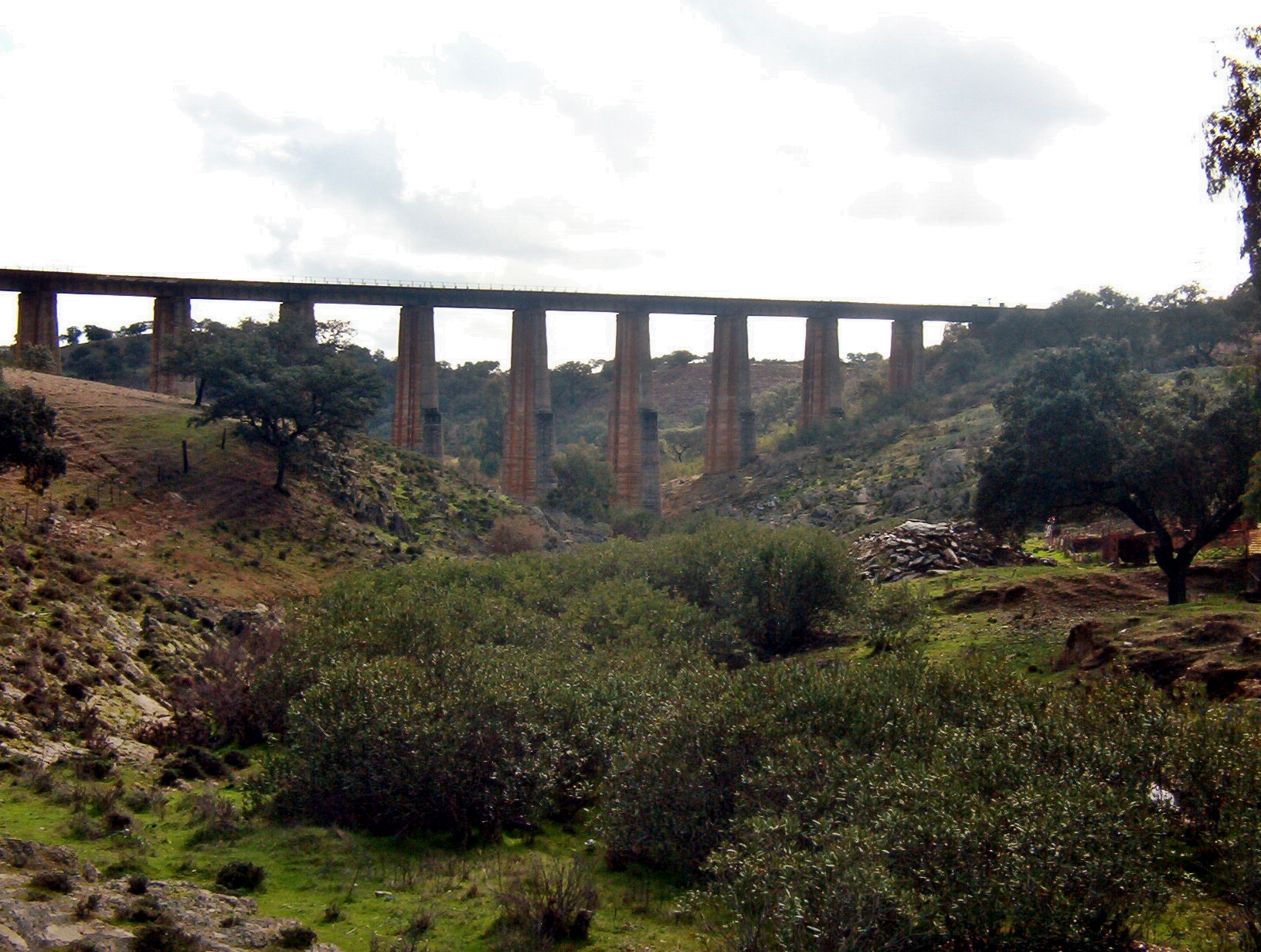
Cascabelero-Brücke
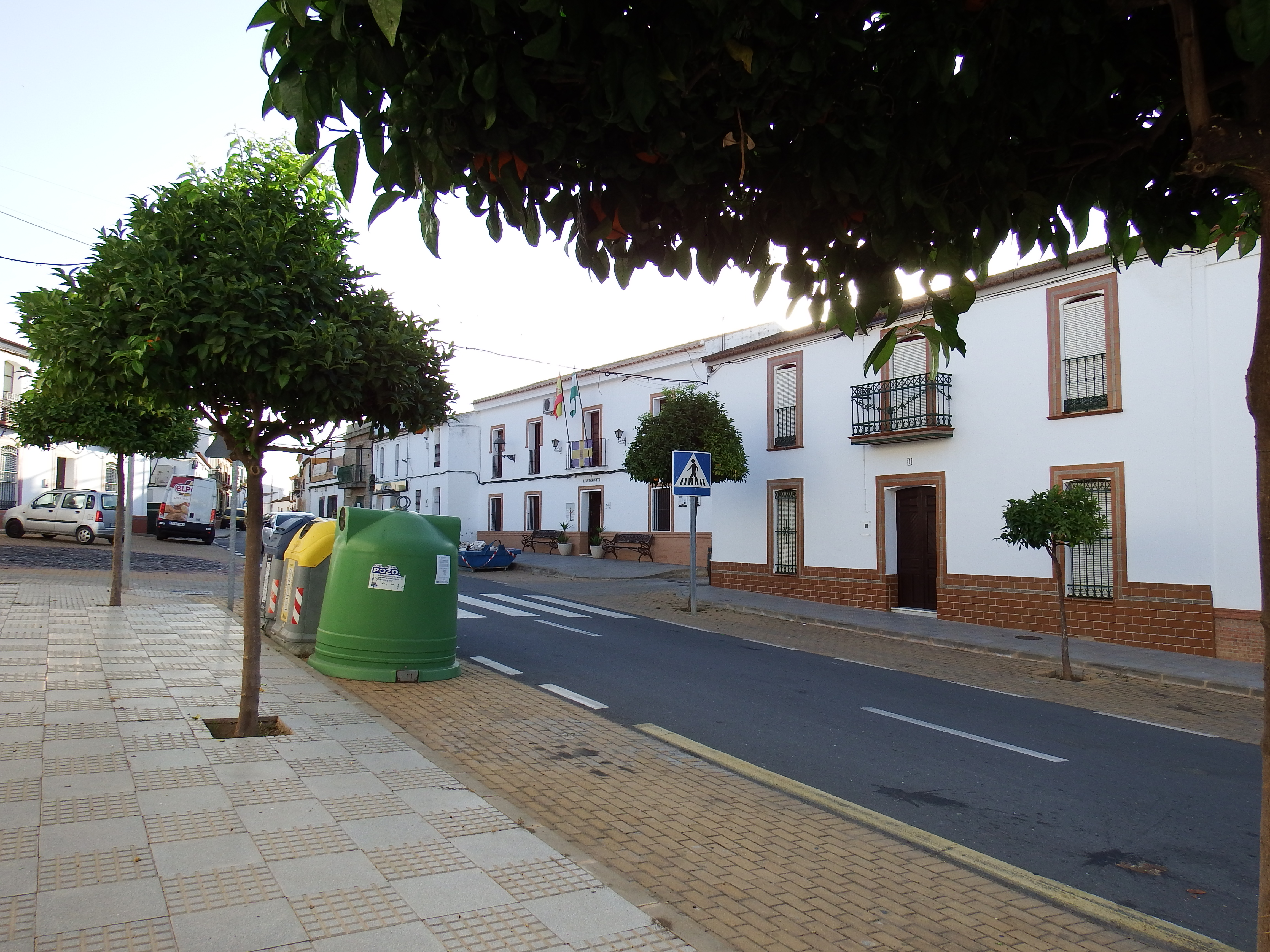
Rathaus